# Boris Annenkov
Borís Vladimírovich Ánnenkov (en ruso: Бори́с Влади́мирович А́нненков) fue un atamán de los Cosacos de Siberia, mayor-general y comandante del Ejército de Siete Ríos. Debido a los numerosos delitos militares cometidos por sus tropas (contra los Rojos, civiles, e incluso otras tropas Blancas que no estaban bajo su orden),  es considerado como la personalidad más polémica en el Movimiento Blanco, y fue despreciado incluso por otros generales Blancos.

## Biografía
Nieto del Decembrista Ivan Alexandrovich Annenkov, Boris Vladimirovitch nació a la familia de Vladimir Ivanovitch Annenkov, un coronel retirado, y es parte de la nobleza de Volinia.
Formado en la Escuela de Cadetes de Odessa y la Escuela Militar Alejandro 2.º en Moscú, Boris Annenkov comenzó su servicio con el 1er Regimiento de cosacos siberianos antes de pasar al 4.º Regimiento de cosacos siberianos en Kokshetau. En 1914 estalló un motín en el regimiento y Annenkov fue nombrado comandante temporal por los amotinados. Condenado a 1 año y 4 meses de prisión, no cumplió su condena pero fue enviado al frente contra los alemanes.
Por su valor de combate recibió entre 1915 y 1917 una Espada Dorada por la Valentía (conocida como Espada de San Jorge), así como la orden de la Legión de Honor de manos del General Paul Pau.
Después de las revoluciones de 1917, Annenkov fue enviado de regreso a Omsk con sus hombres en diciembre para disolver la unidad contrarrevolucionaria. Negándose a dejarse desarmar, inició la lucha contra los bolcheviques.
En marzo de 1918 fue elegido atamán de los cosacos siberianos por una asamblea cosaca cuya legalidad está en disputa. Luchó contra las tropas rojas en el sur de los Urales y Asia Central y se convirtió en el comandante del ejército independiente de Siete Ríos en agosto de 1919. Durante el invierno de 1919-1920 se unió formalmente a las fuerzas del general Dutov; sin embargo, casi de inmediato, hubo un conflicto entre él y Dutov debido a las atrocidades cometidas por las tropas de Annenkov, y Dutov se negó a apoyarlo.
En la primavera de 1920, Annenkov se vio obligado a retirarse hacia la frontera con China. El 28 de abril cruzó la frontera con el resto de sus hombres y se instaló en Ürümqi. Las autoridades chinas lo arrestaron en marzo de 1921 y no fue liberado hasta tres años después gracias a los esfuerzos del general Denissov y al apoyo de representantes británicos y japoneses.
El 7 de abril de 1927, Annenkov fue capturado por Feng Yuxiang y entregado a los chekistas activos en la región. Deportado a la Unión Soviética, fue fusilado el 25 de abril en Semipalatinsk junto con Denissov.
En la década de 1990, la Fiscalía General de Rusia revisó su caso y se le negó la rehabilitación.

## Cultura y medios

### Cine y televisión
- 1933 : Annenkovchtchina ( Анненковщина ), película de Nikolaï Beresnev; el papel de Annenkov fue interpretado por Boris Livanov